# Phare de Brinkamahof
Le phare de Brinkamahof (en allemand : Leuchtturm Brinkamahof) est un phare inactif situé maintenant à la marina de Bremerhaven, (Land de Brême), en Allemagne. Il a été géré par la WSV de Bremerhaven .

## Histoire
Le phare de Brinkamahof  a été mis en service en 1912, à l'origine, près du port d'Imsum (Arrondissement de Cuxhaven). Il a été désactivé en 1980 quand le port a été agrandi.
En 1980 une grande grue flottante a été utilisée pour soulever la tour et la transporter à la Marina de Bootshafen (maintenant appelé le Nordsee-yachting ) de l'autre côté de Bremerhaven pour servir de Clubhouse. Il est localisé à la limite sud du port de pêche, sur le côté sud de Bremerhaven.

## Description
Le phare  est une tour cylindrique en fer de 26 m de haut, avec une galerie et une lanterne. La tour est peinte en rouge et blanc, la lanterne est blanche avec un dôme noir.
Identifiant : ARLHS : FED-286.
|          |
| Le phare |

### Lien connexe
- Liste des phares en Allemagne